# Häbberstjärnen (Jokkmokks socken, Lappland, 734625-170296)
Häbberstjärnen är en sjö i Jokkmokks kommun i Lappland och ingår i Luleälvens huvudavrinningsområde.